# カハネ主義

カハネ主義政党であるカハ党の旗

カハネ主義（カハネしゅぎ、Kahanism）とは、ユダヤの極右政治思想の一つである。カハニズムとも呼ばれる。ユダヤ民族至上主義、優生思想、人種差別的思想を持つことで知られ、2023年以降のイスラエル首相であるベンヤミン・ネタニヤフとも根深い関係にある。

## 概要

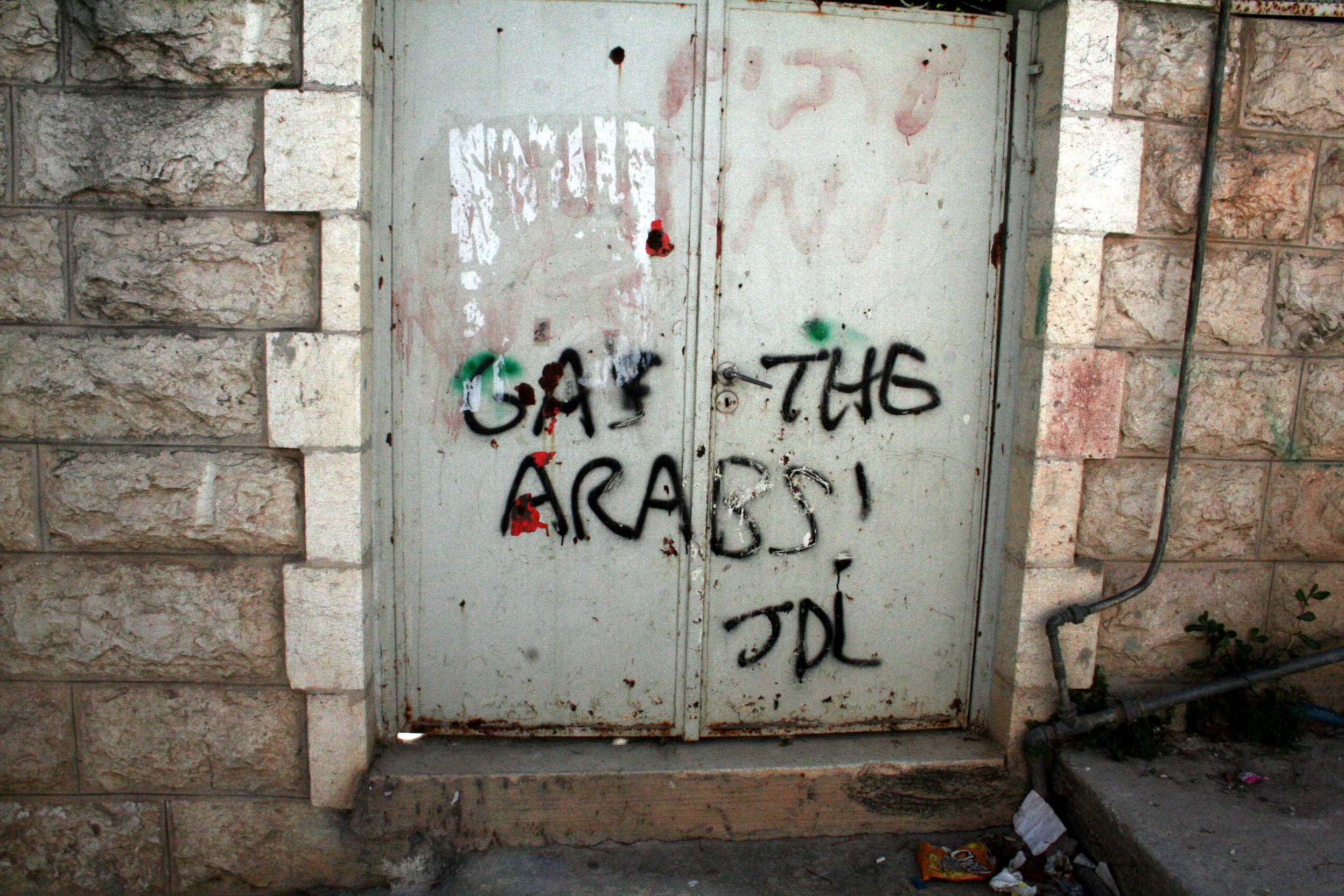
「アラブ人どもを毒ガス攻撃しろ！　ユダヤ防衛同盟」と書かれている、カハネ主義者による落書き

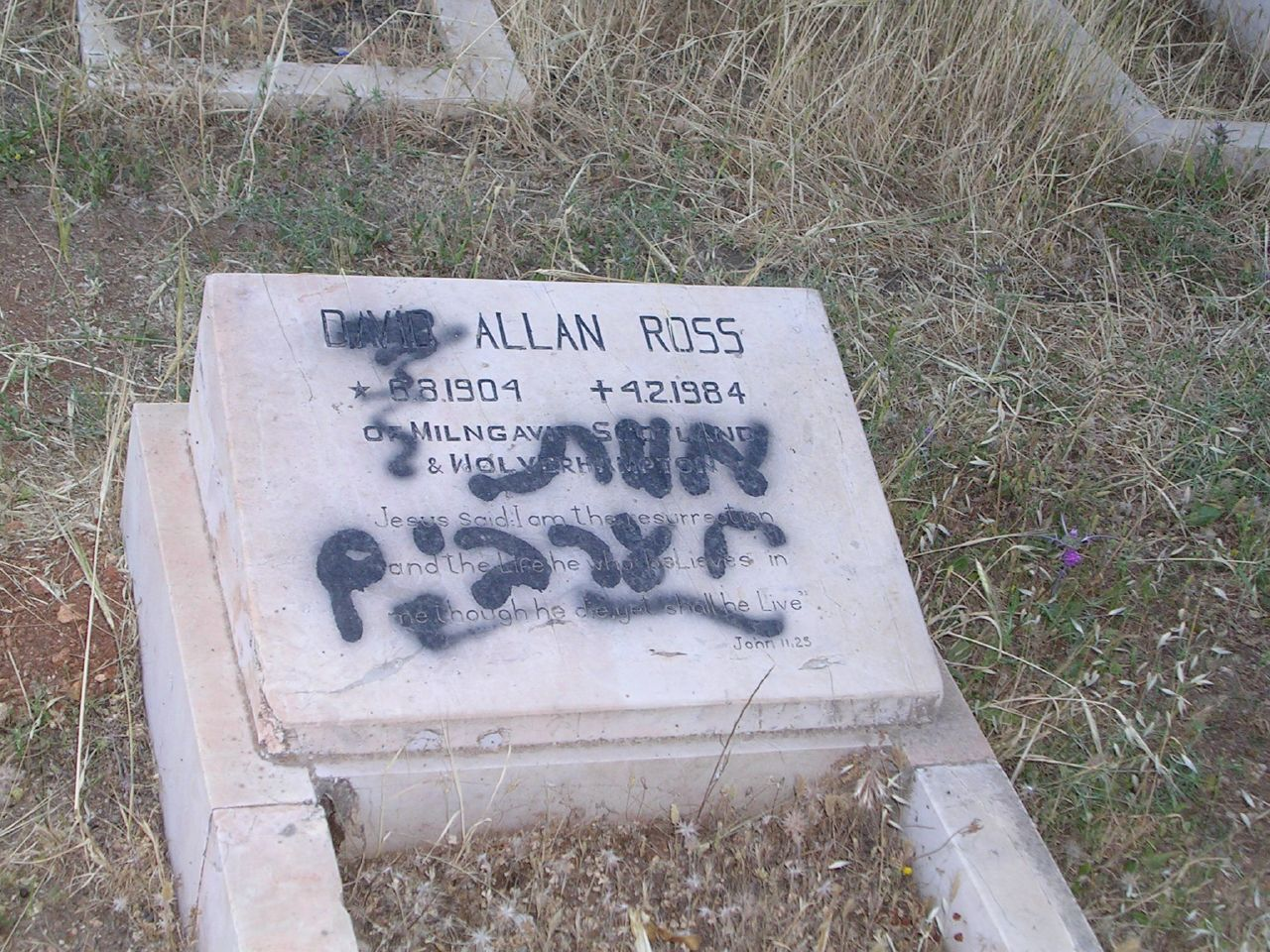
「アラブどもに死を」とカハネ主義者に落書きされたアラブ人の墓

カハネ主義の名は、ユダヤ系アメリカ人のラビ・メイル・カハネに由来する。
1970年代、イスラエルに移住したカハネは極右政党「カハ」を創設し、非ユダヤ人からイスラエル市民権を剥奪する法、ユダヤ人と非ユダヤ人との婚姻や性交渉を禁止する法の提出などを目指していた。当時これが人種差別的であるとしてカハネは批判され、カハも1985年に成立した反人種主義法により、議会から締め出された。
彼は生前「我々は神に選ばれた民であり、我々が滅びなかったのは明白な神との契約があったからだ。我々は異教徒と平等では断じてない。我々は優れているのだ」と主張しており、優生思想、ユダヤ民族至上主義、極右と言い表すことができ、レイシズムの一種であるとみなされている。カハネは特にアラブ人、イスラム教徒を敵視しており、これら人種差別的思想からカハネ主義者は「ネオナチ」「ユダヤ過激派」とも表現されている。
カハネは1990年に暗殺されるが、息子であるビニャミン・ゼエヴ・カハネがカハを「カハネ・ハイ（「カハネは生きている」の意）」と改め、政治活動を行っていたが、彼も2000年に暗殺された。
1995年にイツハク・ラビン首相を暗殺したイガール・アミルもカハネ主義の信奉者であった。
1997年、カハネ・ハイは米国政府によりオウム真理教などと共にテロ対策及び効果的死刑法に基づく「テロ組織」に指定された。2022年に指定解除されたが、米国内での資産凍結等が可能な「特定グローバルテロリスト（SDGT）」指定は継続されている
カハネ主義者はユダヤ防衛同盟（Jewish Defence League）という組織を1970年代に立ち上げ、現在に至るまで反ユダヤ主義、反シオニズムとの闘争と称して、街中の壁やアラブ人の墓に差別的な落書きなどを行うほか、テロ事件、暴力沙汰を引き起こし、またパレスチナ人のパレスチナからの完全追放を主張する等して、穏健派のユダヤ人団体・名誉毀損防止同盟などから問題視されている。1980年代には、カハネ主義者らのユダヤ人らがアメリカから数多く移住してきている。彼らはシオニストの強硬派と一体になってその後のイスラエルの極右政党を形成していった。
カハネ主義は現在においてもユダヤ機動部隊のウェブサイトなどで根強い支持がある。
2022年にはイスラエル政府の実権掌握に近づき、2024年現在の首相であるベンヤミン・ネタニヤフとの関係性も根深いものがある。